# Преображенка (Скадовский район)
Преображе́нка (укр. Преображенка; с 1930 по 2016 г. Черво́ный Чаба́н) — село в Мирненской поселковой общине Скадовского района Херсонской области Украины. В 2022 году, во время вторжения России на Украину, село было захвачено. На данный момент оккупирован ВС РФ.
В селе находится ж/д станция Вадим на линии Джанкой — Херсон.
Население по переписи 2001 года составляло 1313 человек. Почтовый индекс — 75830. Телефонный код — +380 5530 (международный), 05530 (внутриукраинский). Код КОАТУУ — 6523287701.

## Местный совет
75830, Украина, Херсонская область, Каланчацкий район, с. Преображенка, улица Ленина, 23